# 飞云江二桥
飞云江二桥也称为沈海高速飞云江特大桥是中国浙江省温州市 甬台温高速跨过飞云江的一座桥梁，位于瑞安市安阳街道与飞云街道，系飞云江第一座高速桥。